# Konami PC Based
Konami PC Based es una placa de arcade creada por Konami destinada a los salones arcade.

## Descripción
El Konami PC Based fue lanzada por Konami en el año 2004.
Ya que básicamente es un PC dentro de un mueble arcade, la configuración depende mucho del juego que albergue, pero puede tener un procesador Intel y también hay configuraciones con procesador AMD.
En esta placa funcionan como mínimo 15 títulos.

## Especificaciones técnicas

### Procesador
- Depende del título, pero puede ser Intel o AMD.

### Audio
- Depende del título, por lo general de marca Realtek.

### Video
- Depende del título, pero puede ser nVidia o ATI/AMD.

## Lista de videojuegos
- Action Cop / Action Deka
- Akumajo Dracula : The Arcade
- Cooper's9
- Crazy Streets Thrill Drive
- Frogger Hop Trivia
- GTI Club: Supermini Festa!
- Lethal Enforcers 3
- Metal Gear Solid Arcade 3D
- Nova Usagi
- Otomedius
- Pro Evolution Soccer 2006 Arcade Championship / World Soccer Winning Eleven 2006 Arcade Championship
- Pro Evolution Soccer 2007 Arcade Championship / World Soccer Winning Eleven 2007 Arcade Championship
- Pro Evolution Soccer 2008 Arcade Championship / World Soccer Winning Eleven 2008 Arcade Championship
- Silent Hill The Arcade
- Wartran Troopers